# Franco Canever
Franco Canever (Córdoba, 17 settembre 1989) è un calciatore argentino, difensore svincolato.

## Caratteristiche tecniche
È un terzino sinistro.

## Carriera
È cresciuto nelle giovanili dell'Instituto (C).